# Bisonoxe
Bisonoxe, amerikansk bison eller bison (Bison bison) är en art i familjen slidhornsdjur inom underfamiljen oxdjur. Den förekommer i Nordamerika och delas upp i två underarter: Bison bison bison, som förekommer på öppna prärien, och Bison bison athabascae, som lever i skogar. Bisonoxen är nära släkt med visenten (Bison bonasus).

## Utseende
Bisonoxen är ett kraftigt djur med en kroppslängd mellan 2,10 och 3,50 meter (huvud och bål). Därtill kommer en 30 till 60 cm (sällan upp till 90 cm) lång svans och mankhöjden ligger mellan 1,50 och 1,95 meter. Med en vikt som vanligen ligger mellan 350 och 900 kilogram är den det största nu levande landdjuret i Nordamerika. Den tyngsta kända individen hade en vikt på 1 700 kg. Honor är något lättare än hannar. Från uroxen skiljer den sig genom sin starkt kullriga panna, sina längre fram sittande horn, sitt större framparti samt sin tjocka och bruna hårbeklädnad, som på framparten och frambenen bildar mörk man och på huvudet lugg och skägg. Nutidens bisonoxar har jämförelsevis små horn som är utåtriktade vid basen. Skelett av forntida bison visar emellertid att bisonen tidigare hade större horn.

## Ekologi
Bisonoxar är vanligen aktiva på dagen men de kan även vara nattaktiva. De äter huvudsakligen vid gryning och skymning. Honor och ungdjur lever i hjordar med omkring 60 individer. Ibland förekommer blandade flockar. Hannar lever annars ensamma eller i små ungkarlsgrupper. Bara under parningstiden i augusti följer de med hjorden och kämpar om en hona. Ungdjuren blir födda i våren. Efter tre år är de könsmogna.

## Systematik
För 195 000 - 135 000 år sedan invandrade stäppbisonoxen (Bison priscus) till Nordamerika från Asien och utvecklades till bisonoxen.[källa behövs]

## Bisonoxen och människan
Populationen av bisonoxe på den amerikanska prärien uppskattas till att år 1860 ha uppgått till cirka 60 miljoner djur, men vid slutet av 1800-talet var arten nästan utdöd. De jagades till nära utrotning och 1894 fanns bara 800 individer kvar.

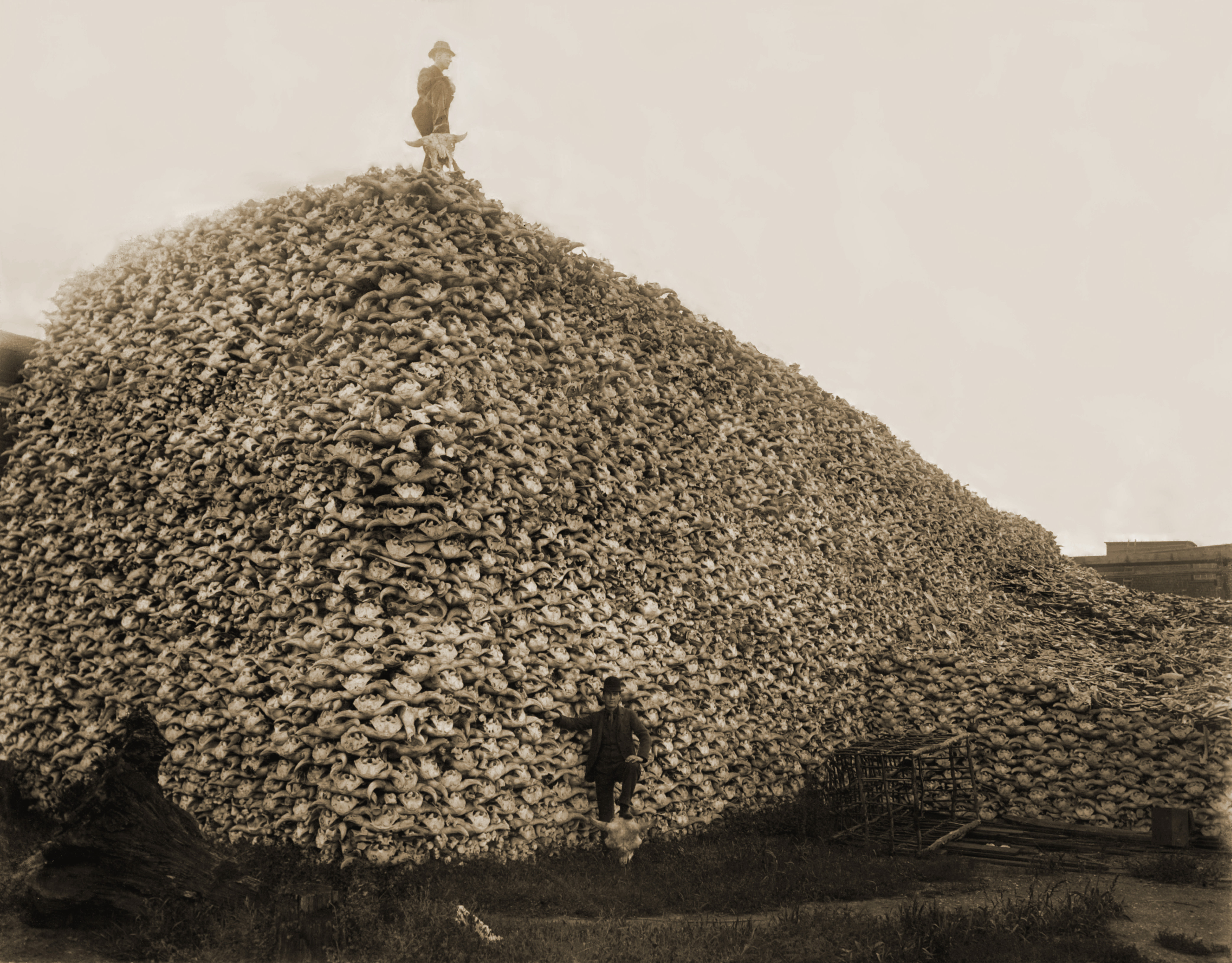
Ett berg av bisonskallar, cirka 1892.

Det främsta skälet till att den okontrollerade kommersiella bisonjakten omkring 1870 övergick till systematisk utrotning var att man därmed kunde tvinga in urbefolkningarna i reservat och göra dem beroende av bidrag från den federala regeringen. Utrotningsjakten organiserades av de stora järnvägsbolagen och USA:s armé i samarbete. Järnvägsbolagen tog hand om det praktiska fältarbetet och betalade jägare för att skjuta hela hjordar till sista buffeln, oavsett om man klarade av en kommersiell hantering av dem eller ej. William Hornaday beräknade på 1880-talet att varje bisonskinn som kom ut på marknaden under de första åren av 1870-talet i själva verket motsvarade 3-5 dödade bisonoxar. Arméns ledning blockerade alla försök att den politiska vägen sätta stopp för utrotningen. Särskilt general Philip Sheridan var mycket aktiv i detta sammanhang. Även president Ulysses S. Grant gav i handling sitt stöd för denna linje under de år som blev avgörande för beståndet. Han stoppade nämligen genom s.k. fickveto en lag som godkänts av kongressen och skulle ha räddat bisonbeståndet. Den mest kände buffeljägaren var översten William Cody, mera känd som Buffalo Bill. Han lär ha skjutit 4000 bufflar på 18 månader. 
Skyddszoner i Yellowstone nationalpark hjälpte arten att överleva. Idag finns troligtvis 350 000 bisonoxar. Sedan 2004 finns en bisonfarm i Novgorod, Ryssland. 2007 fanns där cirka 40 bisonoxar (American Plains).
|  | Bison occidentalis |

|  | Skogsbison |

|  | Präriebison |

|  | Utbredningsområde vid de första kolonisternas ankomst |

|  | Utbredningsområde 1870 |

|  | Utbredningsområde 1889 |

|  | Skogsbison |

|  | Präriebison |